# Lei, gli amici e tutto il resto
Lei, gli amici e tutto il resto è il quarto album in studio del cantautore italiano Nek, pubblicato nel 1996 dalla Warner Music Italy.

## Concezione
L'album segna il passaggio di Nek a una casa discografica di primo piano ed è il primo di cui viene registrata anche una versione per il mercato spagnolo. Lei, gli amici e tutto il resto rappresenta inoltre il terzo album che vede come autore Antonello De Sanctis, mentre Nek è compositore dei brani insieme a Massimo Varini, quest'ultimo curatore degli arrangiamenti nonché produttore artistico dell'album insieme a David Sabiu.
Nek definì la pubblicazione come «l'album della mia seconda vita.» Fu registrato con un nuovo team di lavoro, nuovo produttore, totale libertà compositiva, un nuovo gruppo di musicisti con i quali avrebbe poi diviso cinque anni della sua carriera e infine la possibilità di firmare un contratto con una grande casa discografica. In studio si registrò in diretta: basso, batteria e chitarra all'unisono, mentre tastiere e voce successivamente.

## Pubblicazione
Lei, gli amici e tutto il resto è stato pubblicato nel corso del 1996 da parte della Warner Music Italy, per poi venir ripubblicato nel febbraio dell'anno seguente in occasione della partecipazione di Nek al Festival di Sanremo 1997. Rispetto all'edizione originaria, la ristampa è caratterizzata dalla presenza di due brani aggiuntivi: Laura non c'è e Sei grande.
Nel 1997 è stata pubblicata inoltre una versione in lingua spagnola intitolata Nek, certificata disco d'oro dalla PROMUSICAE per le oltre 50 000 copie vendute in Spagna, che ha raggiunto la quarta posizione in Spagna e la sedicesima posizione in Portogallo.

## Tracce

### Edizione italiana
Edizione del 1996
1. Restiamo qui – 4:54 (testo: Antonello De Sanctis – musica: Nek, Massimo Varini)
2. Vivere senza te – 3:52 (testo: Antonello De Sanctis – musica: Nek, Massimo Varini)
3. Tu sei, tu sai – 4:21 (testo: Antonello De Sanctis – musica: Nek, Massimo Varini)
4. Sei – 4:04 (testo: David Poggiolini – musica: Nek, Massimo Varini)
5. Dimmi cos'è – 3:42 (testo: Antonello De Sanctis – musica: Nek, Massimo Varini)
6. Vai sola – 4:18 (testo: Antonello De Sanctis – musica: Nek, Massimo Varini)
7. Solo – 4:42 (testo: Antonello De Sanctis – musica: Nek, Massimo Varini)
8. E non mi dire che ho bevuto – 4:24 (testo: Antonello De Sanctis – musica: Nek, Massimo Varini)
9. Nati per vivere – 3:55 (testo: Antonello De Sanctis – musica: Nek, Massimo Varini)
10. Andare, partire, tornare – 3:41 (testo: Antonello De Sanctis – musica: Nek, Massimo Varini)
11. Di più – 4:12 (testo: Antonello De Sanctis – musica: Nek, Massimo Varini)
12. Fianco a fianco – 3:09 (testo: Antonello De Sanctis – musica: Nek)

Riedizione del 1997
1. Laura non c'è – 3:46 (testo: Antonello De Sanctis – musica: Nek, Massimo Varini)
2. Sei grande – 4:00 (testo: Antonello De Sanctis – musica: Nek, Massimo Varini)
3. Restiamo qui – 4:54 (testo: Antonello De Sanctis – musica: Nek, Massimo Varini)
4. Vivere senza te – 3:52 (testo: Antonello De Sanctis – musica: Nek, Massimo Varini)
5. Tu sei, tu sai – 4:21 (testo: Antonello De Sanctis – musica: Nek, Massimo Varini)
6. Sei – 4:04 (testo: Davide Poggiolini – musica: Nek, Massimo Varini)
7. Dimmi cos'è – 3:42 (testo: Antonello De Sanctis – musica: Nek, Massimo Varini)
8. Vai sola – 4:18 (testo: Antonello De Sanctis – musica: Nek, Massimo Varini)
9. Solo – 4:42 (testo: Antonello De Sanctis – musica: Nek, Massimo Varini)
10. E non mi dire che ho bevuto – 4:24 (testo: Antonello De Sanctis – musica: Nek, Massimo Varini)
11. Nati per vivere – 3:55 (testo: Antonello De Sanctis – musica: Nek, Massimo Varini)
12. Andare, partire, tornare – 3:41 (testo: Antonello De Sanctis – musica: Nek, Massimo Varini)
13. Di più – 4:12 (testo: Antonello De Sanctis – musica: Nek, Massimo Varini)
14. Fianco a fianco – 3:09 (testo: Antonello De Sanctis – musica: Nek)

### Edizione spagnola
1. Laura no está – 3:46 (testo: Antonello De Sanctis; adattamento spagnolo: Nuria Diaz, Raquel Diaz – musica: Nek, Massimo Varini)
2. Tu nombre – 3:59 (testo: Antonello De Sanctis; adattamento spagnolo: Nuria Diaz, Raquel Diaz – musica: Nek, Massimo Varini)
3. Espérame – 4:53 (testo: Antonello De Sanctis; adattamento spagnolo: Nuria Diaz, Raquel Diaz – musica: Nek, Massimo Varini)
4. Tú estás aqui – 4:19 (testo: Antonello De Sanctis; adattamento spagnolo: Nuria Diaz, Raquel Diaz – musica: Nek, Massimo Varini)
5. Tú – 4:06 (testo: Davide Poggiolini; adattamento spagnolo: Nuria Diaz, Raquel Diaz – musica: Nek, Massimo Varini)
6. Dime porqué – 3:42 (testo: Antonello De Sanctis; adattamento spagnolo: Nuria Diaz, Raquel Diaz – musica: Nek, Massimo Varini)
7. Vivere senza te – 3:52 (testo: Antonello De Sanctis – musica: Nek, Massimo Varini)
8. Nati per vivere – 3:55 (testo: Antonello De Sanctis – musica: Nek, Massimo Varini)
9. Di più – 4:12 (testo: Antonello De Sanctis – musica: Nek, Massimo Varini)
10. Fianco a fianco – 3:10 (testo: Antonello De Sanctis – musica: Nek)
11. Laura no está (Radio Vocal Version) – 4:00 (testo: Antonello De Sanctis; adattamento spagnolo: Nuria Diaz, Raquel Diaz – musica: Nek, Massimo Varini)

## Formazione
Musicisti
- Nek – voce, arrangiamento, chitarra acustica (traccia 3)
- Massimo Varini – chitarra, vocoder, tastiera, talk box, arrangiamento
- Rossano Eleuteri – basso
- Luca Tosoni – tastiera, pianoforte
- Walter Sacripanti – batteria
- David Sabiu – arrangiamento
- Mario Flores – hammond (traccia 7)
- Massimo Barbari – pianoforte e rhodes (tracce 8 e 10)
- Angelo "Toro" Torelli – armonica a bocca (traccia 11)

Produzione
- Rolando D'Angeli – produzione
- Massimo Varini – produzione artistica
- David Sabiu – supervisione
- Mario Flores – registrazione, missaggio
- Alex Bagnolo – trekneblek, montaggio master
- Antonio Baglio – mastering

## Classifiche

### Classifiche settimanali
| Classifica (1997-98) | Posizione massima |
| -------------------- | ----------------- |
| Austria              | 2                 |
| Finlandia            | 17                |
| Francia              | 55                |
| Germania             | 14                |
| Italia               | 3                 |
| Portogallo           | 16                |
| Spagna               | 4                 |
| Svezia               | 36                |
| Svizzera             | 24                |

### Classifiche di fine anno
| Classifica (1997) | Posizione |
| ----------------- | --------- |
| Italia            | 6         |
| Classifica (1998) | Posizione |
| Austria           | 17        |
| Germania          | 45        |